# ヤツェク・イズィドルチク
ヤツェク・イェジ・イズィドルチク（ポーランド語: Jacek Jerzy Izydorczyk、1972年 - ）は、ウッチ大学法学部教授、弁護士、大使。2017年2月9日、ポーランド共和国大統領より駐日ポーランド共和国特命全権大使に任命される。同年5月24日、皇居で信任状を捧呈して大使として正式に着任。2005年から2007年まで九州大学法学部に日本政府文部科学省奨学生として留学。流暢な英語とロシア語、そして会話力のある日本語を話す。

## 私生活
趣味は剣道。既婚、息子が一人いる。

## 外部サイト
- 大使 - 駐日ポーランド共和国大使館

| 公職                          | 公職                               | 公職                      |
| ----------------------------- | ---------------------------------- | ------------------------- |
| 先代 ツィリル・コザチェフスキ | 駐日ポーランド大使 2017年 - 2019年 | 次代 パヴェウ・ミレフスキ |